# Fatines
Fatines é uma comuna francesa na região administrativa do País do Loire, no departamento de Sarthe. Estende-se por uma área de 5.44 km². Em 2010 a comuna tinha 865 habitantes (densidade: 159 hab./km²).